# Deilephila hades
Deilephila hades är en fjärilsart som beskrevs av Hans Rebel 1910. Deilephila hades ingår i släktet Deilephila och familjen svärmare. Inga underarter finns listade i Catalogue of Life.